# Las moradas
Las moradas o El castillo interior es una obra de Teresa de Jesús, fundadora de la Orden de los Carmelitas Descalzos, escrita en 1577 como guía para el desarrollo espiritual a través del servicio y la oración. Inspirada en su visión del alma como un diamante con forma de castillo, dividido en siete mansiones, la obra se concibe como el progreso de la fe en siete etapas, que concluye con la unión con Dios.
Empezó a escribir la obra el 2 de junio de 1577, completándola el 29 de noviembre del mismo año. En agosto de 1586, fue elegido como editor de la obra el monje agustino Fray Luis de León, tras lo que, finalmente, en 1588 el libro fue publicado en Salamanca, España.

## Antecedentes
La Inquisición española estaba estudiando el anterior libro de Santa Teresa, Vida de Santa Teresa de Jesús, sopesando si sus experiencias podían ser consideradas heréticas o no. Ella no tiene claro si debe escribir un nuevo libro, y al iniciarlo, afirma humildemente que: 

Pocas cosas que me ha mandado la obediencia se me han hecho tan dificultosas como escribir ahora cosas de oración; lo uno, porque no me parece que me da el Señor el espíritu para hacerlo, ni deseo; lo otro, por tener la cabeza, tres meses ha, con un ruido y flaqueza tan grande, que aun los negocios forzosos escribo con pena
Teresa de Jesús, Las moradas, J.H.S.

Sin embargo, de acuerdo con una carta escrita por fray Diego de Cetina SJ, confesor de la santa, Teresa fue convencida de escribir el libro, después de recibir una visión de Dios.

...que es considerar nuestra alma como un castillo, todo de diamante, o muy claro cristal, donde hay muchos aposentos, así como en el cielo hay muchas moradas
Teresa de Jesús, Las moradas, Moradas primeras

## Descripción
El castillo interior está dividido en siete mansiones o moradas, cada una de las cuales describe un escalón en el acercamiento a Dios. Las primeras tres mansiones se consideran accesibles por la oración activa. Las cuatro últimas, propias para la oración contemplativa. Como ejemplo para distinguir ambos tipos de oración, Teresa pone el ejemplo de dos fuentes: una recibe el agua de muy lejos, traída trabajosamente por diversos conductos; ésta sería la oración activa. La otra está sobre el mismo nacimiento de un manantial, y recibe el agua de su mismo origen; sería la oración contemplativa.
- Moradas primeras (Dos capítulos). Se accede a su puerta por medio de la oración. Sólo las almas en estado de gracia pueden acceder a ella, por lo que primero deben liberarse de sus pecados. El demonio acecha en el exterior del castillo, con sus instrumentos, los pecados, representados por «fieras y bestias».
- Moradas segundas (Un capítulo). Teresa las considera de menos peligro que las anteriores, pero de más trabajo, porque las almas, aunque puedan caer en pecado, están más cerca del Señor, y pueden oír mejor su llamada.
- Moradas terceras (Dos capítulos). Las almas, van ganando confianza, y si no retroceden, ven que van por el buen camino. Con toda humildad, confiadas en la misericordia divina, apartadas del mundo.
- Moradas cuartas (Tres capítulos). Aquí se hace referencia a la Oración de quietud, para la que es necesario, más que pensar mucho, amar mucho. Dios aumenta su papel en el alma, que nota una gran paz interior y felicidad.
- Moradas quintas (Cuatro capítulos). Describe la unión incipiente del alma con su Creador. El alma, rendida de amor, no quiere tener voluntad propia, sino la voluntad de Dios.[5]
- Moradas sextas (Once capítulos). La unión se profundiza, con mayores efectos que en la morada anterior. El alma queda herida del amor del Esposo, y pasa mucho tiempo entre trabajos interiores y exteriores muy duros antes de alcanzar la séptima morada, ante los que nada puede hacer, sino esperar la misericordia de Dios, al que siente próximo.[6]
- Moradas séptimas (Cuatro capítulos). El alma recibe por fin la luz interior en su matrimonio espiritual con Dios. Ahora, se olvida de sí, y Cristo vive en ella.[7]

## Influencia en la cultura popular
Las experiencias místicas de Santa Teresa han inspirado a varios autores modernos, aunque no necesariamente desde la misma perspectiva teológica.
Elizabeth Gilbert, en su libro Eat, Pray, Love (2006), que trata sobre la exploración espiritual personal, alude a Las moradas, como una «gloriosa meditación divina».
El libro de Caroline Myss, Entering the Castle está inspirado en el Las moradas, pero desde una aproximación al misticismo New Age.
Santa Teresa también inspiró al escritor americano R. A. Lafferty en su novela Fourth Mansions (1969), que fue nominada al Premio Nébula en 1970.
La novela de Jeffrey Eugenides The Marriage Plot (2011) se refiere a El castillo interior cuando habla de la experiencia religiosa de Mitchell Grammaticus, uno de sus principales personajes.
El escritor uruguayo Mario Levrero cita en su "Diario de la beca" (introducción a La novela luminosa) a Las Moradas de Santa Teresa como una fuente constante de inspiración en su escritura. De hecho la llama como su "patrona".

### Adaptación a la historieta
Con motivo de las conmemoraciones por el V Centenario del Nacimiento de Teresa de Ávila, Las moradas fue adaptada a la historieta por el Centro Cultural de España en Buenos Aires y la editorial Loco Rabia, especializada en cómic.

## Influencia en la filosofía moderna
La catedrática Christia Mercer de la Universidad de Columbia afirma que "el argumento de Descartes del genio maligno en sus Meditaciones metafísicas tiene una larga historia, incluyendo una deuda a la monja Teresa de Ávila".